# Pat Andrea

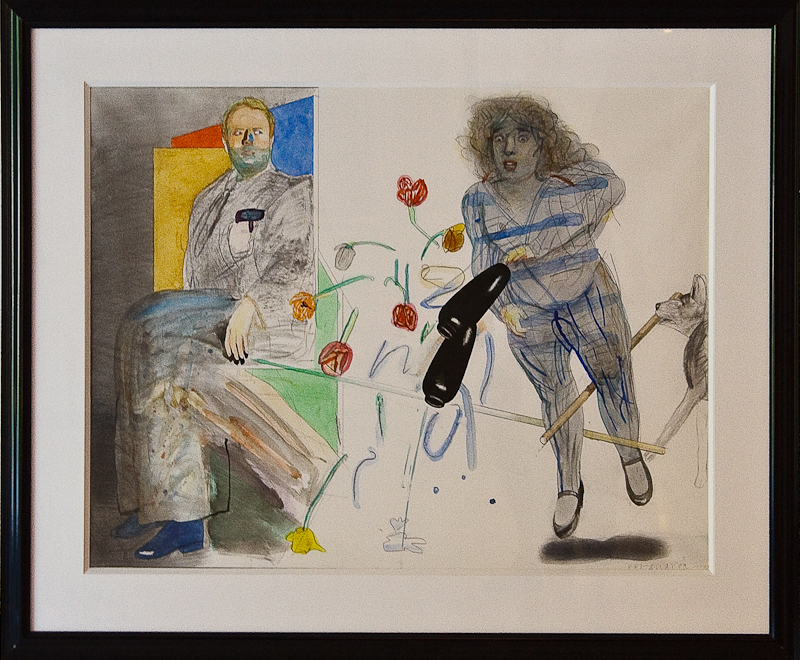
De zwarte vaas (1980), collectie ING

Pat Andrea (Den Haag, 25 juni 1942) is een Nederlands kunstschilder, die afwisselend woont en werkt in Parijs en in Buenos Aires. Andrea is de zoon van de bekende Haagse kunstschilder Kees Andrea en de tekenares Metty Naezer.

## Leven en werk
Na het Gymnasium Haganum volgde hij een opleiding aan de Koninklijke Academie te Den Haag met als belangrijkste docent Co Westerik. Samen met Walter Nobbe en Peter Blokhuis richtte hij de ABN-groep op (Andrea, Blokhuis, Nobbe). Zij kregen bekendheid als de Nieuwe Haagse School. Andrea won in 1964 de Jacob Marisprijs voor tekenen en in 1971 de Koninklijke Subsidie voor de Schilderkunst.
Het werk van Pat Andrea is figuratief en heeft vooral het thema angst als onderwerp. Zijn manier van schilderen is klassiek te noemen, hij begint met de onderschildering en legt dunne, transparante glacis over deze laag heen.
Pat Andrea is, als docent schilderen, een dag in de week verbonden aan Academie voor Beeldende Kunsten te Parijs.

## Trivia
- Pat Andrea ontwierp het omslag voor het NS-spoorboekje 1979/1980.
- In 2021 verscheen een speciale uitgave van het allereerste verhaal van Herman Pieter de Boer “De soldaat” met een ets van Pat Andrea bij uitgeverij Killa Kossa (ISBN 9789071296062)